# Schildspitze
Die Schildspitze (italienisch Punta dello Scudo) ist ein 3461 m s.l.m. hoher Berg in den Laaser Bergen der Ortler-Alpen, einem Gebirge der südlichen Ostalpen. Er liegt in der italienischen Provinz Bozen – Südtirol im Nationalpark Stilfserjoch. Nach Nordosten, Süden und Nordwesten sendet die Spitze ausgeprägte und begehbare Grate. Die Schildspitze ist ein selten begangener Aussichtsberg. An der Schildspitze verzweigen sich die Laaser Berge in einen Seitenasten nach Nordwesten mit der Vertainspitze als höchster Erhebung sowie in einen Seitenast nach Nordosten mit der häufig bestiegenen Laaser oder auch Orgelspitze; aufgrund dessen hat die Schildspitze eine topographische Sonderrolle inne, obwohl die benachbarte Mittlere Pederspitze einen Meter höher ist. Zuerst bestiegen wurde die Schildspitze am 8. August 1868 von dem Polar- und Alpenforscher Julius Payer, dem Bergführer Johann Pinggera aus Sulden sowie einem namentlich nicht bekannten Träger im Verlauf einer Überschreitung von der Mittleren Pederspitze (3462 m) zum Hohen Angelus (3521 m).

## Umgebung
Die Schildspitze befindet sich zwischen dem Martelltal im Südosten, dem Suldental im Westen und dem Laaser Tal im Nordosten. Sie war einst vollständig von Gletschern umgeben. Der bedeutendste ist im Norden der Laaser Ferner, der bis knapp unter den Gipfel hinaufreicht. Im Südwesten erstreckt sich der Rosimferner. Der südöstliche Mittlere Pederferner fiel Anfang der 2000er Jahre der Globalen Erwärmung zum Opfer.
Benachbarte Berge sind im Norden, verbunden durch einen gut 700 Meter langen Ostgrat die Mittlere Pederspitze und im weiteren Verlauf des Grats die 3406 m hohe Äußere Pederspitze. Der Südgrat der Schildspitze führt über das Schildjoch (3392 m) zur Plattenspitze (3422 m). Der höchste Berg des Gebiets, die Vertainspitze (3545 m), liegt jenseits des Wegübergangs Rosimjoch, auf 3288 m Höhe gelegen, im Verlauf des Nordwestgrats. Nach Südwesten fällt das Gebiet um die Spitze ins obere Suldental ab, nach Norden ins Laaser Tal. Die nächstgelegene Siedlung ist der Wintersportort Sulden, das etwa fünf Kilometer Luftlinie im Westen liegt. Der bedeutendste Ort der Gegend, Laas im Vinschgau, liegt etwa 10 Kilometer nordnordöstlich.

## Stützpunkte und Besteigung
Der Weg von Payer, Pinggera und den namentlich nicht genannten Jägern im Jahr 1868 führte um 4 U. 45 von der südöstlich gelegenen Unteren Marteller Alpe, wo das Pedertal vom Martelltal abzweigt, auf etwa 2061 Metern Höhe, hinauf über den Mittleren Pederferner zum Gipfel der Mittleren Pederspitze, die man laut Payers Originalbericht um 8 U. 30 erreichte. Nach Abschluss einer mehrstündigen kartografischen Aufnahme stieg man um 1 U. 30 ab und erreichte über den Schildspitzen-Ostgrat den Schildspitzengipfel um 2 U. Dort hielt man sich offensichtlich nicht lange auf und setzte den Weg über das Rosimjoch und den Laaser Ferner zum Hohen Angelus fort.
Aus dem hinteren Martelltal führt ein inzwischen gletscherfreier, im Herbst oft sogar schneefreier Anstieg an der verfallenen Schildhütte vorbei über die südöstlichen Schutthänge in guten 4 Stunden auf den Gipfel.
Außerdem kann die Schildspitze von der Düsseldorfer Hütte auf 2721 m Höhe im oberen Zaytal aus begangen werden. Dieser Weg führt von Norden als Hochtour mit entsprechender Ausrüstung und Gletschererfahrung von der Hütte aus in östlicher Richtung über den Zayferner hinauf zur Angelusscharte (3337 m). Über den Laaser Ferner geht es zum Rosimjoch und über den Nordwestgrat in leichter Kletterei im Schwierigkeitsgrad UIAA I zum Gipfel. Die Gehzeit beträgt laut Literatur etwa 5 Stunden. Von der nördlich gelegenen Laaser Hütte (2047 m) aus ist der Weg zum Rosimjoch etwa kürzer.